# Anton de Bary
Heinrich Anton de Bary  (Frankfurt am Main, 26 de janeiro de 1831 – Estrasburgo, 19 de janeiro de 1888) foi um cirurgião, botânico, microbiologista e micólogo alemão. É considerado o fundador do estudo das doenças em plantas (ou fitopatologia).
Heinrich Anton de Bary foi pioneiro no estudo dos  cogumelos e das algas. Seus numerosos estudos sobre história vital dos fungos, e sua contribuição para a compreensão das algas e tracheobiontas são referências em biologia. É considerado o fundador da micologia.

## Obras
- (1853): De plantarum generatione sexuali. Dissertation.
- (1853): Untersuchungen über die Brandpilze und die durch sie verursachten Krankheiten der Pflanzen mit Rücksicht auf das Getreide und andere Nutzpflanzen. Habilitationsschrift.
- (1859): Mycetezoen. Ein Beitrag zur Kenntnis der niedersten Thiere.
- (1863): Die Kartoffelkrankheit, deren Ursache und Verhütung.
- mit Michail Stepanowitsch Woronin (1863): Beitrag zur Kenntnis der Chytrideen.
- (1863): Über die Fruchtentwicklung der Ascomyceten.
- (1864–1865): Zur Kenntniss der Peronosporen. Abhandlung, hrsg. von der Senckenbergischen Naturforschenden Gesellschaft: 367–372.
- (1864–1865): Beiträge zur Morphologie und Physiologie der Pilze. Abhandlung, hrsg. von der Senckenbergischen Naturforschenden Gesellschaft: 137–232.
- (1864–1865): Zur Kenntnis der Mucorinen. Abhandlung, hrsg. von der Senckenbergischen Naturforschenden Gesellschaft: 345–366.
- mit Mikhail S. Woronin (1865): Supplément à l'histoire des Chytridiacées. Annales des Sciences Naturelles. Botanique: 239–269.
- (1866): Morphologie und Physiologie der Pilze, Flechten und Myxomyceten.
- (1866): Über die Keimung einiger grosssporiger Flechten, in: Jahrbuch für wissenschaftliche Botanik.
- (1866): Neue Untersuchungen über die Uredineen, insbesondere die Entwicklung der Puccinia graminis und den Zusammenhang derselben mit Aecidium Berberidis. Monatsberichte der Königlichen Preußischen Akademie der Wissenschaften zu Berlin.
- (1866): Morphologie und Physiologie der Pilze, Flechten und Myxomyceten.
- (1867): Neue Untersuchungen über die Uredineen. Monatsberichte der Königlichen Preußischen Akademie der Wissenschaften zu Berlin.
- (1869–1870): Eurotium, Erysiphe, Cincinnobolus. Nebst Bemerkungen über die Geschlechtsorgane der Ascomyceten. Abhandlung, hrsg. von der Senckenbergischen Naturforschenden Gesellschaft: 361–455.
- (1869): Zur Kenntnis insektentödtender Pilze. Botanische Zeitung: 585–593.
- (1869): Die Erscheinung der Symbiose.
- (1874): Protomyces microsporus und seine Verwandten: Botanische Zeitung: 81 – 92.
- (1876): Researches into the nature of the potatofungus Phytophthora infestans. Journal of Botany: 105–126.
- (1876): Researches into the nature of the potato-fungus, Phytophthora infestans. Journal of the Royal Agricultural Society of England: 239–269.
- (1881): Untersuchungen über die Peronosporeen und Saprolegnieen und die Grundlagen eines natürlichen Systems der Pilze. Abhandlung, hrsg. von der Senckenbergischen Naturforschenden Gesellschaft: 225–370.
- (1881): Zur Kenntnis der Peronosporeen. Botanische Zeitung: 521–625.
- (1883): Zu Pringsheims Beobachtungen über den Befruchtungsact der Gattungen Achlya und Saprolegnia. Botanische Zeitung: 38 – 60.
- mit Heinrich Georg Winter & Heinrich Simon Ludwig Friedrich Felix Rehm (1884): Deutschlands Kryptogamen-Flora oder Handbuch zur Bestimmung der kryptogamischen Gewächse Deutschlands, der Schweiz, der Lombardisch-Venetianischen Königreichs und Istriens: Schizomyceten, Saccharomyceten, und Basidiomyceten. 2 Bände.
- (1884): Vergleichende Morphologie und Biologie der Pilze, Mycetozoen und Bakterien. 2. Auflage.
- (1886): Über einige Sclerotien und Sclerotienkrankheiten. Botanische Zeitung: 377–474.
- (1887): Comparative Morphology and Biology of the Fungi, Mycetozoa, and Bacteria.
- (1888): Species der Saprolegnieen. Botanische Zeitung: 597–653.